# Santi Nereo e Achilleo (titre cardinalice)
Le titre cardinalice de Santi Nereo e Achilleo aurait été - suivant la tradition - originellement érigé par l'évêque de Rome Évariste dès 112 sous le titre de Fasciolae puis confirmé lors du synode du 1er mars 499. Lors du synode de 595, il prend son appellation actuelle en référence aux martyrs romains Nérée et Achillée. La diaconie cardinalice est rattaché à l'église Santi Nereo e Achilleo qui se trouve dans le rione de San Saba au sud de Rome.

## Titulaires
| - Felice Anicio Frangipane (?-483) - Aconzio (492 ou 494-?) - Paolino (494 ? – 499 ?) - Epifanio (499-?) - Juste (590-?) - Gracieux (604?-?) - Stéphane (964- avant 980) - Léon (985-?) - Amico (ou Arnicus) (1099- circa 1122) - Perre (1122- circa 1128) - Gérard (ou Girardo) (1129-?) - Errico Moricotti (1150-1179) - Béranger Frédol l'Ancien (1305-1309) - Bérenger Frédol le Jeune (1312-1317) - Raynaud de La Porte (1320-1321) - Pierre Roger de Beaufort-Turenne (1338-1342), futur Clément VI - Jean de Cros (1371-1376) - Tommaso da Frignano (1378-1381) - Pierre de Cros (1383-1388) - Philip Repington (1408-1434) - Giovanni Berardi da Tagliacozzo (1440-1444) - Bernard de La Planche (1440-1446?) - Jean d'Arci (1449-1454) - Vacant (1454-1460) - Burkhard Weisbriach (1460-1462) - Vacant (1462-1467) - István Várdai (1467-1471) - Giovanni Arcimboldo (1473-1476) - Giovanni Battista Mellini (1476-1478) - Cosma Orsini (1480-1481) - Giovanni de Conti (1483-1489) - Vacante (1489-1492) - Maffeo Gherardi (1492), titre reçu après la mort du pape Innocent VIII - Giovanni Antonio Sangiorgio (1493-1509) - Juan Zúñiga y Pimentel (1503-1504) - Francesco Alidosi (1505-1506) - Francisco de Borja (1506-1511) - Vacant (1511-1517) - Bonifacio Ferrero (1517-1533) - Reginald Pole (1537-1540) - Enrique de Borja y Aragón (1540) - Roberto Pucci (1542-1544) - Francesco Sfondrati (1545-1547) - Vacant (1547-1556) - Juan Martínez Silíceo (1556-1557) - Jean Bertrand (1557-1560) - Luigi d'Este (1562-1563) - Gabriele Paleotti (1565) - Giovanni Francesco Morosini (1588-1590) - Vacant (1590-1596) - Cesare Baronio (1596-1607) | - Innocenzo del Bufalo (1607-1610) - Pier Paolo Crescenzi (1611-1629) - Antonio Santacroce (1630-1641) - Marcantonio Bragadin (1642-1646) - Cristoforo Vidman, pro illa vice diaconia (1647-1657); titulaire (1657-1658) - Baccio Aldobrandini (1658-1665) - Neri Corsini (1666-1678) - Flaminio Taja (1681-1682) - Vacant (1682-1686) - Girolamo Casanate (1686-1689) - Leandro Colloredo (1689-1705) - Alessandro Caprara (1706-1711) - Benedetto Odescalchi-Erba (1715-1725) - Niccolò Spinola (1725-1735) - Vacant (1735-1739) - Pierre Guérin de Tencin (1739-1758) - Nicolò Maria Antonelli (1759-1767) - Lazzaro Opizio Pallavicino (1768-1778) - Vacant (1778-1782) - František Herzan von Harras (1782-1788) - Luigi Valenti Gonzaga (1790-1795) - Ippolito-Antonio Vincenti-Mareri (1795-1807) - Vacant (1807-1816) - Carlo Andrea Pelagallo (1816-1822) - Giovanni Francesco Falzacappa (1823) - Vacant (1823-1829) - Pietro Caprano (1829-1834) - Giacomo Monico (1834-1851) - François-Nicolas-Madeleine Morlot (1853-1862) - Giuseppe Luigi Trevisanato (1864-1877) - Inácio do Nascimento Morais Cardoso (1877-1883) - Alfonso Capecelatro di Castelpagano (1885-1886) - Gaspard Mermillod (1890-1892) - Luigi Galimberti (1893-1896) - Antonio Agliardi (1896-1899) - Agostino Gaetano Riboldi (1901-1902) - Anton Hubert Fischer (1903-1912) - Vacant (1912-1916) - Pietro La Fontaine (1916-1921) - Dennis Joseph Dougherty (1921-1951) - Celso Benigno Luigi Costantini (1953-1958) - William Godfrey (1958-1963) - Thomas Benjamin Cooray (1965-1988) - Bernardino Echeverría Ruiz (1994-2000) - Theodore Edgar McCarrick (2001-2018), démission - Celestino Aós Braco (2020-...) |